# OSS 117 se déchaîne
Série
Banco à Bangkok pour OSS 117
(1964)
Pour plus de détails, voir Fiche technique et Distribution.
OSS 117 se déchaîne est un film d'espionnage franco-italien réalisé par André Hunebelle, sorti en 1963.

## Synopsis
Au cours d'une plongée sous-marine en Corse, un agent américain disparaît. Les services secrets envoient Hubert Bonisseur de la Bath qui découvre, dans une grotte, une bande d'espions en train de monter un système de détection sous-marine ultra perfectionné. OSS 117 se fait capturer mais, grâce à la belle Brigitta, il parvient à s'évader et à détruire l'installation.

## Fiche technique
- Titre :  OSS 117 se déchaîne
- Réalisation : André Hunebelle
- Scénario : André Hunebelle, Pierre Foucaud, Richard Caron, Patrice Rondard, d'après le roman OSS 117 prend le maquis de Jean Bruce aux Presses de la Cité
- Décors : Pierre Guffroy
- Photographie : Raymond Lemoigne
- Son : Guy Villette
- Montage : Jean Feyte
- Musique : Michel Magne
- Coordinateur des combats et des cascades : Claude Carliez et son équipe
- Production : Raymond Borderie[2], Paul Cadéac[2],[3],[4], André Hunebelle[3], Cyril Grize[4], Marcello Danon[3], Pietro Bregni[3], Alberto Pugliese[3]
- Studios : Studios de Billancourt (Paris-Studios-Cinéma)
- Sociétés de production : 
  -  Gaumont, Production Artistique et Cinématographique, CICC Films Borderie
  -  Da. Ma. Produzione, Produzioni Cinematografiche Mediterranee
- Société de distribution : Gaumont
- Pays d'origine :  France,  Italie
- Langue originale : français
- Format : noir et blanc — 35 mm — son Mono
- Genre : film d'espionnage
- Durée : 103 minutes
- Date de sortie : France : 18 juin 1963.
- Affiche : Vanni Tealdi (France)

## Distribution
- Kerwin Mathews (VF : Jean Fontaine) : Hubert Bonisseur de La Bath, alias OSS 117, alias Hubert Landon
- Nadia Sanders : Brigitta Rindborg
- Irina Demick : Lucia
- Henri-Jacques Huet : Nicolas Renotte
- Jacques Harden : William Roos
- Roger Dutoit : Mayan
- Albert Dagnant : Forestier
- André Weber : Debossi, un homme de main
- Michel Jourdan : un inspecteur Simonetti
- Daniel Emilfork : Sacha Bounine
- Henri Attal : Manuel, un homme de main
- Yvan Chiffre : agent Thibaud
- Arielle Coigney : secrétaire Diana Johnson
- Jean Geoffroy : ? M. Smith ?
- Gisèle Grimm : Gisèle, l'hotesse
- Rico Lopez : un homme de main
- Marc Mazza (comme Marc Mazzacurati) : Hugo, un homme de main
- Pierre Moncorbier : le gendarme
- Jean-Paul Moulinot : Pacha

Non crédités
- André Cagnard : cascadeur pour Kerwin Mathews
- Henri Guégan : Boris, un homme de main
- Jean Luisi : le gendarme
- Hubert Noël : narrateur

## Autour du film
- Il s'agit du premier film de la série des OSS 117 initiée par André Hunebelle, qui en comprendra cinq.
- Le seul film en noir et blanc de la pentalogie OSS 117 de Hunebelle.